# Dave Clark (Musiker)

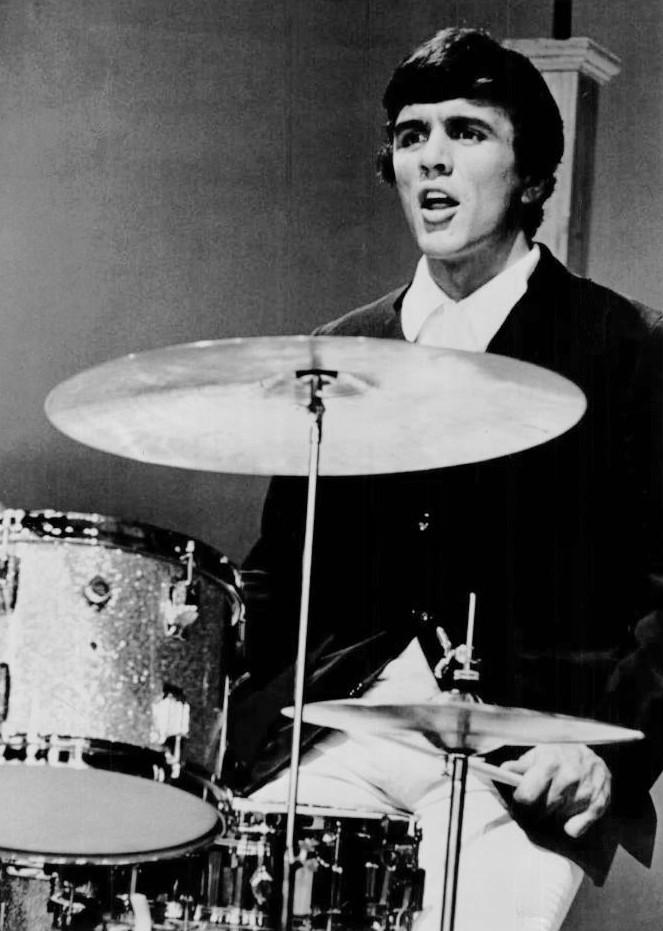
Dave Clark (1965)

Dave Clark (* 15. Dezember 1942 in Tottenham, England) ist ein britischer Musiker und Musikmanager. Er war der Gründer und Schlagzeuger der Band The Dave Clark Five, die Mitte der 1960er eine Reihe von Hits hatte und auch in den USA erfolgreich war.

## Wirken
1960 gründete Clark eine Band, angeblich um Geld für den Fußballclub Tottenham Hotspur aufzutreiben. Daraus entstanden die Dave Clark Five, die zunehmend an Popularität gewannen und 1962 einen Plattenvertrag erhielten. Clark war Schlagzeuger und gleichzeitig Manager der Gruppe. An den Tantiemen der zwischen 1964 und 1967 äußerst erfolgreichen Band verdiente Clark ein Millionenvermögen.
Ab 1967 wandte sich Clark vermehrt anderen Aktivitäten zu. Er erwarb die Rechte an der britischen TV-Musikshow Ready Steady Go. Die "Dave Clark Five" lösten sich 1970 auf. In den 1970ern trat Clark kurze Zeit mit der Band "Dave Clark & Friends" auf.
Erfolgreicher war Clark als Produzent von Alben mit alten Aufnahmen der "Dave Clark Five" sowie mit "Ready Steady Go!"-Videos, die sich in den 1980er Jahren hervorragend verkauften. Clark schrieb auch das Musical Time, das 1986 in London Erfolge feierte, zunächst mit Cliff Richard, später mit David Cassidy.